# 어름치
어름치는 잉어목 잉어과 속하며, 한국에서만 서식하는 고유종 민물고기이다. 대한민국의 천연기념물 제259호로 지정되어 있다.
어름치는 잉어과에 속하는 우리나라의 고유한 물고기로 한강, 임진강, 금강의 중상류에 분포한다. 몸길이는 20∼30cm이며, 몸 표면에 검은 점이 7∼8줄로 가로 놓여져 있는 것이 특징이다. 하천 중상류의 물이 맑고 자갈이 있는 곳에서 서식하며 물속에 사는 곤충이나 갑각류, 작은 동물 등을 먹고 산다. 수온이 17 °C 이상 올라가는 4∼5월이면 깨끗한 물 속에 구덩이를 파고 알을 낳으며, 알을 잃어버리지 않기 위해 모래와 자갈로 높이 5∼18cm의 산란탑을 쌓아 놓는다.

## 어름치
최근에 사람들의 마구잡이에 의해 사라지고 있으며, 서식지 하천의 수질이 나빠져서 그 수가 감소되고 있다.
어름치는 우리나라 고유어종으로, 환경변화에 민감하고 분포지역이 국한되어 있으므로 멸종되는 것을 방지하기 위해 천연기념물로 지정하여 보호하고 있다.

## 금강의 어름치
어름치는 한강에만 서식하는 종으로 알려져 왔으나 1972년 금강의 중·상류에서도 서식하고 있음을 알게 되었다. 어름치가 한강과 금강에서 서식한다는 것은 두 강이 과거에 연결된 일이 있었다는 것을 알 수 있는 중요한 근거가 된다.
금강은 한반도 고유종인 어름치가 살 수 있는 남쪽 한계선이 되므로 학술적으로 매우 중요하며, 마구잡이와 수질오염으로 멸종될 위기에 처해 있으므로 천연기념물로 지정하여 보호하고 있다.

## 참고 문헌
- 문화재청, 《문화재이야기여행 천연기념물 100선 보관됨 2016-08-28 - 웨이백 머신》, pp136-141, 2016-03-31

1. ↑  https://species.nibr.go.kr/endangeredspecies/rehome/exlist/exlist.jsp?1=1&1=1&sch_gbn=wc&middle=3&minor=2&page_count=2

## 참고 자료
- 어름치 - 국가유산청 국가유산포털
- 금강의 어름치 - 국가유산청 국가유산포털